# Vovcha (Samara)
Vovcha (tiếng Ukraina: Вовча, đã Latinh hoá: Vovcha, tiếng Nga: Волчья, đã Latinh hoá: Volchya) là một sông chảy qua hai tỉnh Donetsk và Dnipropetrovsk của Ukraina. Sông có chiều dài 323 km, diện tích lưu vực là 13.300 km². Sông chảy qua thành phố Pavlohrad, đổ vào sông Samara gần làng Raduta.

## Mô tả
Chiều dài của sông là 323 km (hoặc 336 km), diện tích của lưu vực là 13.300 km². Lưu vực sông Vovcha chiếm phần lớn tổng diện tích lưu vực của sông Samara.
Gần đầu nguồn, sông trông giống như một dòng suối nhỏ khi rộng 0,5 m và sâu 10–15 cm. Ngoài ra, sông tạo thành nhiều bãi bồi, bề mặt bị bèo bao phủ vào mùa hè, còn bờ sông có rất nhiều lau sậy mọc cao và rậm rạp. Vào mùa hè, các luồng nước giữa bãi bồi thường bị khô cạn. Điều tương tự cũng xảy ra trên hầu hết các phụ lưu của Vovcha. Trong vùng bãi bồi có rất nhiều vũng nước, sự xuất hiện tự nhiên của chúng chỉ bị xáo trộn ở những nơi xây dựng đập. Trên sông Vovchya, những nơi như vậy là khu vực hình thành các hồ chứa nước Karliv và Kurakhiv. Bên dưới chúng là một con sông Vovcha chỉ xuất hiện vào mùa xuân; vào mùa hè, nó ban đầu để lại những vũng nước đầy nước rồi khô cạn vào giữa mùa hè.
Chỉ tới đoạn bên ngoài tỉnh Donetsk thì Vovcha mới trở thành một con sông có dòng chảy liên tục. Độ sâu của nó ở một số nơi vượt quá 2 m và chiều rộng của nó là 20–30 m. Vovcha có một phụ lưu bên tả ngạn khá lớn là sông Verkhny Tersa dài 107 km. Bên dưới Vasylivka, thung lũng sông Vovcha bị thu hẹp lại, hai bên bờ có những tảng đá lởm chởm. Sau khi sông Samara nhận nước của sông Vovcha (gần Pavlograd), nó trở thành một con sông đầy nước.
Vovcha là phụ lưu lớn nhất và dài nhất của sông Samara. Cho đến giữa thập niên 60 của thế kỷ 20 tàu thuyền từng có thể đi lại được trên sông. Hiện nay, sông được sử dụng chủ yếu để tưới tiêu. Bên trên Pavlograd, ven sông có rừng Oleksiivsky mọc sồi và thông, và gần cửa sông có rừng Samarskyi.

## Tên gọi

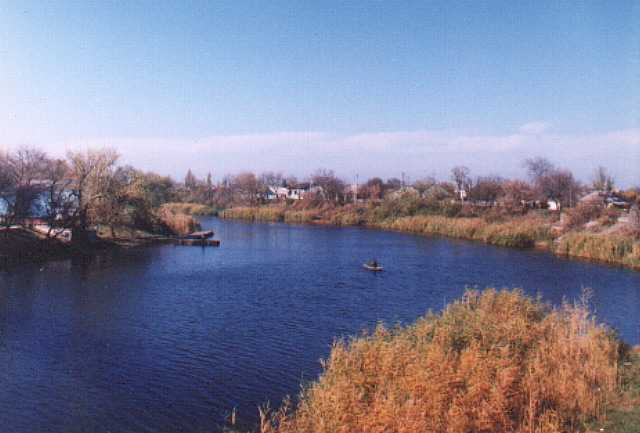
Sông Vovcha gần Pavlohrad

Sông có tên như vậy không phải vì có nhiều sói trong vùng bãi bồi của nó, như đôi khi có người giải thích, mà vì cư dân địa phương sử dụng tên này để mô tả chất lượng nước trong sông, không chỉ phù hợp để uống hoặc nấu ăn, mà còn để tưới cho rau vườn.
Có một quan điểm không được chấp nhận rộng rãi liên quan đến tính phù hợp của việc áp dụng tên Samara cho đoạn sông từ nơi hợp lưu của Samara và Vovcha đến cửa sông. Theo quan điểm của thủy văn học, thường cho rằng những con sông ít nước hơn chảy vào những con sông nhiều nước hơn. Tình huống là tại nơi hợp lưu của sông Samara và sông Vovcha, lưu lượng nước của Vovcha vượt quá lưu lượng nước của Samara. Theo cách này, Vovcha là dòng nước đầy hơn, do đó có thể giả định rằng không phải Vovcha chảy vào Samara, mà là Samara chảy vào Vovcha, và sông Vovcha tiếp tục chảy vào sông Dnepr.

## Phụ lưu
497 sông, suối nhỏ đổ vào sông Vovcha (trong đó có 435 có chiều dài dưới 10 km). Tổng chiều dài các phụ lưu là 2.560 km (bao gồm cả các suối nhỏ hơn 10 km thì thêm 1.046 km). Mật độ của chiều dài dòng chảy so với diện tích lưu vực là 0,22 km/ km².
Hồ chứa Karliv và hồ chứa Kurakhiv nằm trên sông Vovchya.
Các phụ lưu lớn nhất của Vovchaya: Haichur (134 km), Mali Yaly (121 km) và Verkhnia Tersa (107 km).
- Phụ lưu hữu ngạn: Pravi Solonen'ka, Solona, Kam'yanka, Mechetna, Balka Petrykova, Balka Zhuravlyna
- Phụ lưu tả ngạn: Durna, Vodiana, Lozova, Osykova, Sukhi Yaly, Mokri Yaly, Vorona, Haichur, Verkhnia Tersa, Kysliakova, Bereznyuvatka, Balka Zhuravlyna

## Khu dân cư
- Đô thị: Kurakhivka, Kurakhove và Pavlohrad
- Khu định cư: Zoryane, Vovchenka, Pokrovs'ke và Vasyl'kivka Velyki
- Làng: Dachne, Andriyivka, Kostyantynopil', Bahatyr, Oleksiyivka, Ivanivka, Iskra, Velykomykhaylivka, Oleksandrivka, Katerynivka, Romanky, Hryhorivka, Debal'tseve, Velykooleksandrivka, Troyits'ke và Mezhyrich.

## Trạng thái

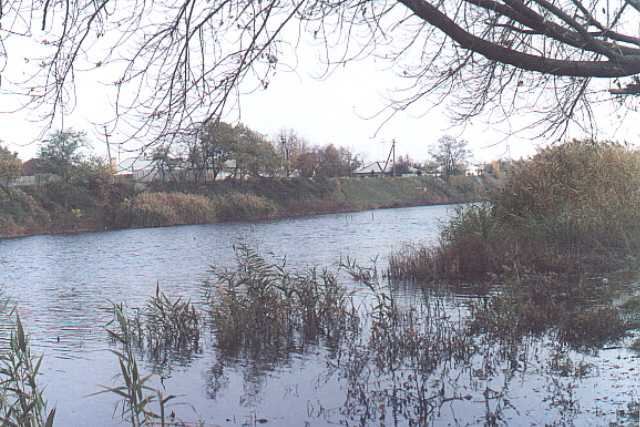
Sông Vovcha gần Pavlohrad

Cho đến năm 2001, từng có những vùng bãi bồi tự nhiên ven sông Vovcha trong khu vực Pavlograd, và sông sâu 6 m. Hơn 10 năm sau, tình hình trở nên tồi tệ hơn khi nhà máy thủy điện Vasylkivskaya được xây dựng, mực nước sông đã giảm hai mét.
Một vấn đề khác nảy sinh: trong khu vực làng Vyazivok và Kocherezhka, có một dải đá tự nhiên giúp duy trì một mức nước nhất định trong sông. Nhưng khối đá đã bị phá hủy vì cản trở việc xả nước lũ.
Sau khi sông khô cạn, các địa điểm làm tổ của các loài chim, bao gồm cả những loài được liệt kê trong Sách Đỏ của Ukraine, đã biến mất trong vùng lân cận của sông, và có ít cá và động vật hơn.
Sông Vovcha đã nhận được rất nhiều sự quan tâm, và tiền bạc đã được đổ vào việc cải tạo nó. Như theo một đề án, với sự xuất hiện của đập tràn ở Mezhyrichchi, mực nước sông ở Vovchii sẽ tăng khoảng 1 mét rưỡi. Điều kiện vệ sinh của sông cũng được cải thiện và nguy cơ mất nước của sông sẽ giảm đáng kể..